# الرجل الجديد
فيلم من إنتاج 2002 يجمع بين الكوميديا وأفلام المراهقين Teen Movies حيث بطل الفيلم عازف الباض في الفرقة الموسيقية بالجراج والذي يتعرض لمضايقات من زملائه بالمدرسة وعدد من المواقف تنتهى بدخوله الحجز ليوم واحد يتعرف فيه على سجين يغير له حياته حيث يشرح له أن المسألة ليست بالقوة بل هي انطباع ويبدأ في تدريبه على الشخصية الجديدة التي سيكونها وينجح في تقمص الأمر حتى ينكشف الأمر فماذا سيحدث ؟

## وصلات خارجية
- الرجل الجديد على موقع IMDb (الإنجليزية)
- الرجل الجديد على موقع ميتاكريتيك (الإنجليزية)
- الرجل الجديد على موقع روتن توميتوز (الإنجليزية)
- الرجل الجديد على موقع نتفليكس (الإنجليزية)
- الرجل الجديد على موقع قاعدة بيانات الأفلام العربية
- الرجل الجديد على موقع ألو سيني (الفرنسية)
- الرجل الجديد على موقع Turner Classic Movies (الإنجليزية)
- الرجل الجديد على موقع أول موفي (الإنجليزية)
- الرجل الجديد على موقع بوكس أوفيس موجو (الإنجليزية)
- الرجل الجديد على موقع فيلمافينيتي (الإسبانية)

1. 1 2 3  وصلة مرجع: http://stopklatka.pl/film/nowy-2002. الوصول: 11 يوليو 2016.
2. 1 2  وصلة مرجع: http://www.metacritic.com/movie/the-new-guy. الوصول: 11 يوليو 2016.
3. 1 2 3 4  وصلة مرجع: http://www.allocine.fr/film/fichefilm_gen_cfilm=35103.html. الوصول: 11 يوليو 2016.
4. 1 2 3 4 5 6 7 8 9 10 11 12 13 14  وصلة مرجع: http://www.imdb.com/title/tt0241760/fullcredits. الوصول: 11 يوليو 2016.
5. ↑  وصلة مرجع: http://www.bbfc.co.uk/releases/new-guy-2002-2. الوصول: 11 يوليو 2016.
6. 1 2 3 4 5 6  مذكور في: قاعدة بيانات الأفلام التشيكية السلوفاكية. لغة العمل أو لغة الاسم: التشيكية. تاريخ النشر: 2001.